# Jorgo Pëllumbi
 (septembre 2020).
Jorgo Pëllumbi est un footballeur albanais né le 15 juillet 2000 à Korçë. Il joue au poste d'arrière gauche au Debreceni VSC.

## Biographie

### En club
Formé au KF Skënderbeu, il fait ses débuts en championnat le 19 mai 2018, lors d'une défaite (3-1) chez le Luftëtari Gjirokastër. Il entre à la place d'Ali Sowe à la 64e minute de jeu. 
En septembre 2020, il s'engage avec le NK Varaždin.

### En équipe nationale
Avec les espoirs, il participe aux éliminatoires du championnat d'Europe espoirs 2021.

## Palmarès
- Champion d'Albanie en 2018 avec le KF Skënderbeu